# Shorea flaviflora
Shorea flaviflora är en tvåhjärtbladig växtart som beskrevs av G. H. S. Wood och Peter Shaw Ashton. Shorea flaviflora ingår i släktet Shorea och familjen Dipterocarpaceae. Inga underarter finns listade i Catalogue of Life.